# Satoshi Kon
Satoshi Kon (今敏?, Kon Satoshi; Sapporo, 12 ottobre 1963 – Tokyo, 24 agosto 2010) è stato un regista, sceneggiatore, character designer e fumettista giapponese.
Nonostante la breve carriera e i pochi lungometraggi girati, è considerato uno dei migliori registi d'animazione di sempre e tra i cineasti più importanti e influenti della sua generazione. Sue opere come Perfect Blue, Millennium Actress e Paprika - Sognando un sogno hanno ispirato negli anni molti registi celebri come Christopher Nolan, Darren Aronofsky, David Fincher, Michel Gondry e Mamoru Hosoda. Temi ricorrenti dei suoi film sono le luci e le ombre della società giapponese, i vizi e le contraddizioni dei suoi cittadini, l'esistenzialismo e la psicologia dell'essere umano, il metacinema, la sottile separazione tra finzione e realtà, e spesso sono caratterizzati da uno stile visivo che si sposta molto repentinamente dal realismo alla più totale surrealità.

## Biografia

### Maestri eccellenti
Studia design della comunicazione visiva presso la Musashino Art University, con l'idea di diventare un pittore. Terminati gli studi, nel 1990 realizza il manga Kaikisen (La stirpe della sirena), suscitando l'attenzione di Katsuhiro Ōtomo, che l'anno dopo lo chiama a collaborare al suo manga World Apartment Horror. Nello stesso anno debutta nel mondo dell'animazione come direttore artistico nel film Roujin Z, scritto dallo stesso Ōtomo, autore che influenzerà notevolmente l'inizio della sua carriera. L'anno seguente partecipa come responsabile del layout al film Hashire Melos! e nel 1993 lavora con Mamoru Oshii come scenografo e responsabile del layout nel film Patlabor 2: The Movie. Dopo un'altra collaborazione con Oshii per il manga (che rimarrà incompiuto per divergenze creative) Seraphim 266613336Wings, inizia a lavorare anche come sceneggiatore e nello stesso anno scrive il quinto episodio dell'OAV JoJo no kimyo na bōken (Le bizzarre avventure di JoJo). Nel 1995 entra nello staff creativo di Memories, film a episodi ideato da Katsuhiro Ōtomo, di cui scrive il primo, Kanojo no omoide (Magnetic Rose) diretto da Kōji Morimoto.

### Autore e regista
Ormai sicuro dei propri mezzi, debutta alla regia nel 1997 con il thriller psicologico Perfect Blue. Inizialmente prodotto come film per il mercato home video, consideratone l'elevato livello viene poi distribuito e proiettato nelle sale cinematografiche, ottenendo un ottimo riscontro di pubblico e di critica, tanto da vincere premi al FantAsia Film Festival di Montréal ed al Fantasporto Film Festival di Porto. Il successo incontrato dalla sua opera prima gli consente di proseguire la carriera registica disponendo di buoni budget e godendo di un'ampia libertà creativa, tanto che i suoi soggetti avranno sempre poco in comune con quelli generalmente scritti per gli anime, caratterizzandosi soprattutto per le tematiche psicoanalitiche e sociali. Nel 2001 scrive e dirige quindi il suo secondo film, Millennium Actress, che pure riscuote consensi di pubblico e critica, e due anni dopo il terzo, Tokyo Godfathers, una fiaba per adulti ambientata tra i senzatetto della metropoli, proiettato anche nelle sale italiane. Nel 2004 interrompe temporaneamente la serie di lungometraggi per scrivere e dirigere la serie televisiva Mōsō dairinin (Paranoia Agent), per tornare subito al cinema due anni dopo con Paprika - Sognando un sogno, un poliziesco "onirico" tratto dal romanzo di Yasutaka Tsutsui, presentato in concorso alla 63ª Mostra internazionale d'arte cinematografica di Venezia.

### La morte prematura
Satoshi Kon muore alle 6:20 del 24 agosto 2010 all'età di 46 anni per un tumore al pancreas, diagnosticatogli allo stadio terminale appena il 18 maggio. Al momento della morte, il regista stava lavorando al suo nuovo lungometraggio per la Madhouse, intitolato Yumemiru kikai, cui ha dedicato tutte le sue ultime energie. Nel messaggio pubblicato postumo sul suo sito web, intitolato significativamente sayonara ('arrivederci'), Satoshi Kon scrive al pubblico della sua malattia e del suo ultimo lavoro, accomiatandosi con queste parole:
じゃ、お先に。今 敏»
Con permesso.
Satoshi Kon»
(Dall'ultimo post di Satoshi Kon sul suo sito web)

## Temi
Il tema della "commistione della fantasia e della realtà" è un concetto chiave delle opere di Satoshi Kon, che lo ha rappresentato ripetutamente in vari modi in ogni suo lavoro.
In Perfect Blue, Millennium Actress, e Paprika, il confine tra la finzione e la realtà diventa via via più sfumato e i personaggi passano avanti e indietro tra la finzione e la realtà.
A prima vista, non sembra che Tokyo Godfathers tratti il tema di "finzione e realtà", ma successivamente vengono inseriti nella vita realistica di senzatetto a Tokyo elementi di "fantasia" come "miracoli e coincidenze".
A causa dello stile dei personaggi e il modo in cui si esprimono, le opere di Kon sembrano puntare al realismo, tuttavia, lo scopo di Kon non è quello di "ritrarre paesaggi e persone che sembrano reali" ma di "ritrarre il momento in cui i paesaggi e le persone che sembrano reali si rivelano improvvisamente fantastiche".
La sua abilità nel raffigurare un mondo realistico, dimostrata nelle opere in cui ha collaborato, come i film di Otomo e di Oshii, è sfruttata nelle sue opere per mostrare in modo efficace la transizione tra realtà e finzione. Infatti, nelle sue opere, spesso il mondo che appare reale non rimane tale, ma si trasforma improvvisamente in mondo insolito al fine di disorientare il pubblico; questo è il motivo che lo ha deciso a concentrarsi sui film d'animazione.
Quando gli fu chiesto circa il suo interesse per i personaggi femminili, Kon rispose che trovava i personaggi femminili più facili da scrivere perché non riusciva a conoscere il personaggio nello stesso modo di un personaggio maschile, e quindi "poteva proiettare [le sue] ossessioni sui personaggi e espandere gli aspetti che [voleva] descrivere".
Dean DeBlois affermò: "Satoshi Kon ha usato il medium del disegno a mano libera per esplorare stigma sociali e la psiche umana, gettando luce sulle nostre complessità in modi che avrebbero fallito in un film live action".

## Opere

### Anime
- Perfect Blue (パーフェクトブルー, Pāfekuto burū) (1997)
- Millennium Actress (千年女優, Sennen joyū) (2001)
- Tokyo Godfathers (東京ゴッドファーザーズ, Tōkyō goddofāzāzu) (2003)
- Paranoia Agent (妄想代理人, Mōsō dairinin) (2004) - serie TV
- Paprika (パプリカ, Papurika) (2006)
- Good Morning in Ani*Kuri 15 (2008)

### Manga
- Kaikisen (La stirpe della sirena), 1990 - soggetto e disegni
- World Apartment Horror, 1991 – soggetto
- Seraphim 266613336Wings (Seraphim: 2-Oku 6661-Man 3336 no tsubasa), 1995, incompiuto – storia e disegni
- Opus, 2010 - soggetto e disegni
- Yume no kaseki - Kon Satoshi zentanpen (L'eredità dei sogni), 2011 - soggetto e disegni